# Ерехтейон
Ерехтейон (на старогръцки: Ἐρέχθειον) е древногръцки храм в йонийски стил, посветен на Атина Палада, Посейдон и Ерехтей, част от архитектурния ансамбъл на Атинския акропол. Построен е точно на мястото, където според легендата Атина и Посейдон спорят за покровителството над града (вж. Атина Палада).
Ерехтейонът е особен с необикновения си план и асиметричното разположение на помещенията. Източната му част е с 3 m по-висока от западната. Към светилището има три портика – източният е с шест йонийски колони, западният с четири, а от южната страна има малък портик, където ролята на колони играят шест скулптури на девойки – т. нар. кариатиди, станали емблематични. Според преданието за техен модел служи момиче от областта Кария, откъдето идва названието им. Светилището е разделено на две от стена. Източната му част е посветена на Атина Полиада – там се съхранява свещеният ксоанон (грубо издялано от дърво изображение на божество, напомнящо човешка фигура) на богинята, пред който денонощно гори огън в златен светилник. Централният вход на светилището е от север. В преддверието му се намира олтар за жертвоприношения и оттам се влиза в западната част на храма, посветена на Посейдон, Хефест и Ерехтей. В северозападната част се намира дворецът, където расте свещеното маслинено дърво, наречен Пандрозион по името на Пандроза – дъщерята на митичния основател на града Атина Кекропс, чийто гроб е разположен в другия ъгъл на светилището, до кариатидния портик, където е и олтарът на Кекропс – Кекропионът.
Строителят на Ерехтейона не е известен. Понякога проектът се приписва на Мнезикъл. През 1801 г. Томас Брюс, лорд Елджин, с разрешението на султана взема части от храма и ги закарва в Лондон като част от т.нар. Мрамори на Елджин (на английски: Elgin marbles). В началото на 20 век е извършена частична реставрация..